# Liverpool Fútbol Club
El Liverpool Fútbol Club és un club uruguaià de futbol de la ciutat de Montevideo.

## Història
El club es fundà el 12 de febrer de 1915. S'uní a la primera divisió uruguaiana el 1919. La temporada 2005-06 el club adoptà un uniforme suplent tot vermell a semblança del que usa el Liverpool FC anglès. Disputa els seus partits a l'Estadi Belvedere, antigament propietat del Montevideo Wanderers.

## Palmarès
- Campionat uruguaià de futbol (1): 2023

## Altres seccions
El Liverpool F.C. va tenir un equip de basquetbol fins als anys 90, però mai va arribar a la primera divisió del bàsquet uruguaià.

## Evolució de l'uniforme
| 1917 | 1919-present | 1970 | 1995 reserva | 2006 reserva |

Font: Liverpool (Montevideo) - BDFA.com.ar Arxivat 2007-09-29 a Wayback Machine.